# Demetrio Camarda
Demetrio Camarda   (Piana degli Albanesi, 1821 - Liorna, 1882) Dhimitër Kamarda, fou un lingüista i escriptor arbëreshë en albanès, patriota dels arbëreshë i editor de folklore albanès, amb coneixements científics també en l'àmbit lingüístic europeu. Era un bon coneixedor de la lingüística indoeuropea i autor de Sprovë e gramatologjisë krahasuese mbi gjuhën shqipe (Text de gramàtica comparativa sobre la llengua albanesa, 1864) primer estudi comparatiu que serà la base de la futura llengua literària. També publicà Alfabeti i përgjithshëm shqiptaro – epiriot (L'alfabet general albanès, 1869) i el recull poètic Tri këngë popullore shqipe të Epirit (Tres cançons popular albaneses de la regió de l'Epir).
Camarda, juntament amb Girolamo De Rada, van ser els dos principals iniciadors del moviment cultural italo-albanès (Arbëreshë) a Itàlia durant la segona meitat del segle XIX. Fou seguidor de l'obra literària que ja interpretava Jeronim De Rada.